# بایی (واز)
بایی (به فرانسوی: Bailly) یک کمون (فرانسه) در فرانسه است که در canton of Ribécourt-Dreslincourt واقع شده‌است. بایی ۴٫۲۶ کیلومتر مربع مساحت دارد ۳۶ متر بالاتر از سطح دریا واقع شده‌است.